# 胡萨维克
胡萨维克（冰島語發音：[ˈhuːsaˌviːk]）是冰岛东北区诺泽辛市镇内的城镇。镇上最著名的地标为建于1907年的木造胡萨维克教堂。胡萨维克机场为该镇即周边地区服务。
據冰島的定居之書（Landnámabók）記載，胡薩維克是冰島第一個有挪威人定居的地方。
漁業和旅遊業是胡薩維克的經濟支柱，它不僅是冰島，也是歐洲著名的賞鯨聖地，被冠名“歐洲觀鯨之都”。